# کوه‌های خیبینی
کوه‌های خیبینی (انگلیسی: Khibiny Mountains) یک رشته‌کوه در استان مورمانسک کشور روسیه است.